# Katastrofa w Lakenheath
Katastrofa lotnicza w Lakenheath (hr. Suffolk Anglia) – katastrofa, która miała miejsce 27 lipca 1956 roku o godzinie 1439 GMT. 

## Życiorys
27 lipca 1956 roku samolot B-47 Stratojet (nr rej. 53-4230) z amerykańskiej bazy lotnictwa wojskowego Lincoln w stanie Nebraska zjechał z pasa startowego lotniska w Lakenheath i uderzył w zabudowania magazynowe, w których przechowywano m.in. trzy bomby atomowe typu MK-6. Wybuch i pożar paliwa lotniczego objął bunkry magazynów, w których znajdowała się również inna broń i amunicja. Same bomby atomowe zostały uszkodzone, ale nie spłonęły i nie wybuchły, a po wypadku zostały wywiezione i zlikwidowane zgodnie z procedurami Komisji Energii Atomowej.
W wypadku zginęła cała załoga: pilot kpt. Russell R. Bowling, drugi pilot por. Carroll W. Kalberg, obserwator por. Michael J. Selmo oraz technik sierż. John Ulrich. Straty materialne oceniono na ponad 3 miliony dolarów.
Szczegóły wypadku były ukrywane tajemnicą wojskową, aż do roku 1979.